# 아그니야 딧콥스키테
아그니야 딧콥스키테(러시아어: А́гния Дитковски́те, 리투아니아어: Agnija Ditkovskytė 아그니야 디트코우스키테, 1988년 5월 11일 ~ )는 러시아의 배우이다.